# 베이징 지하철 14호선

■살구색 노선이 14호선이다.

베이징 지하철 14호선(중국어: 北京地铁14号线)은 베이징 지하철의 노선으로 징강 지하철에서 운행되고 있다. 이 노선은 북동쪽의 차오양구 산거좡역에서 시작하여 남서쪽 펑타이구 장궈좡역까지 이어지는 총 길이 47.3km의 노선이고 총 36개 역 중 현재 33개 역이 운영 중에 있다. 이 노선은 또한 베이징 지하철 중 처음으로 6량의 A형 열차를 운송에 사용한다. 식별 색상은  Pantone 7612C 이다. 노선의 서부 구간은 2013년 5월 5일 중간의 미개통역 하나를 제외한 6개 역이 개통되었다. 베이징 지하철 9호선과의 환승역인 치리좡역은 14호선의 개통 이전에 이미 9호선이 개통되었지만 14호선의 역사는 2014년 2월 15일에야 개통되었다. 2014년 12월 28일 14호선의 동부구간이 개통되어 운행 중이며 2015년 12월 26일 베이징 남역까지 동부구간의 연장구간이 개통되어 서부 구간과 별도로 운영되었다. 2021년 12월 31일에는 중간 구간인 시쥐역(제외) ~ 징펑먼역의 나머지 구간이 개통되어, 14호선이 완전히 연결되었다.

## 사용 차량
- A차 - 6량 편성

## 역사
14호선은 당초 장기 노선으로 계획됐을 때 융딩허 동쪽 기슭에서 베이징 남역, 후팡차오, 첸먼, 베이징역, CBD을 경유하여 현재 훙먀오 지역에 도착하는 것으로 계획되었다가 이후에 라이광잉으로 확장되었다. 2008년 하계 올림픽 이전의 새로운 계획에서는 14호선이 도심을 통과하는 계획을 취소하고 남동쪽을 통과하는 대형 L자형 계획으로 대체하여 현재 계획의 형태를 갖추기 시작하였다. 2009년 6월에는 노선의 서쪽 끝이 융딩허 서쪽으로 조정되었으며 루거우차오 근처의 방향과 역 배치가 약간 조정되었다.

### 운영자 확인
2012년 11월 6일, 베이징시 교통위원회와 베이징 징강 지하철 유한회사는 14호선의 계약을 체결했다. 베이징 징강 지하철은 정부 부처의 승인을 받아 14호선 파트 B(차량, 신호 장비, 전자기계 장비 등) 건설에 투자할 예정이었고, 14호선의 30년 운영권도 갖게 되었다.

### 건설 및 개장

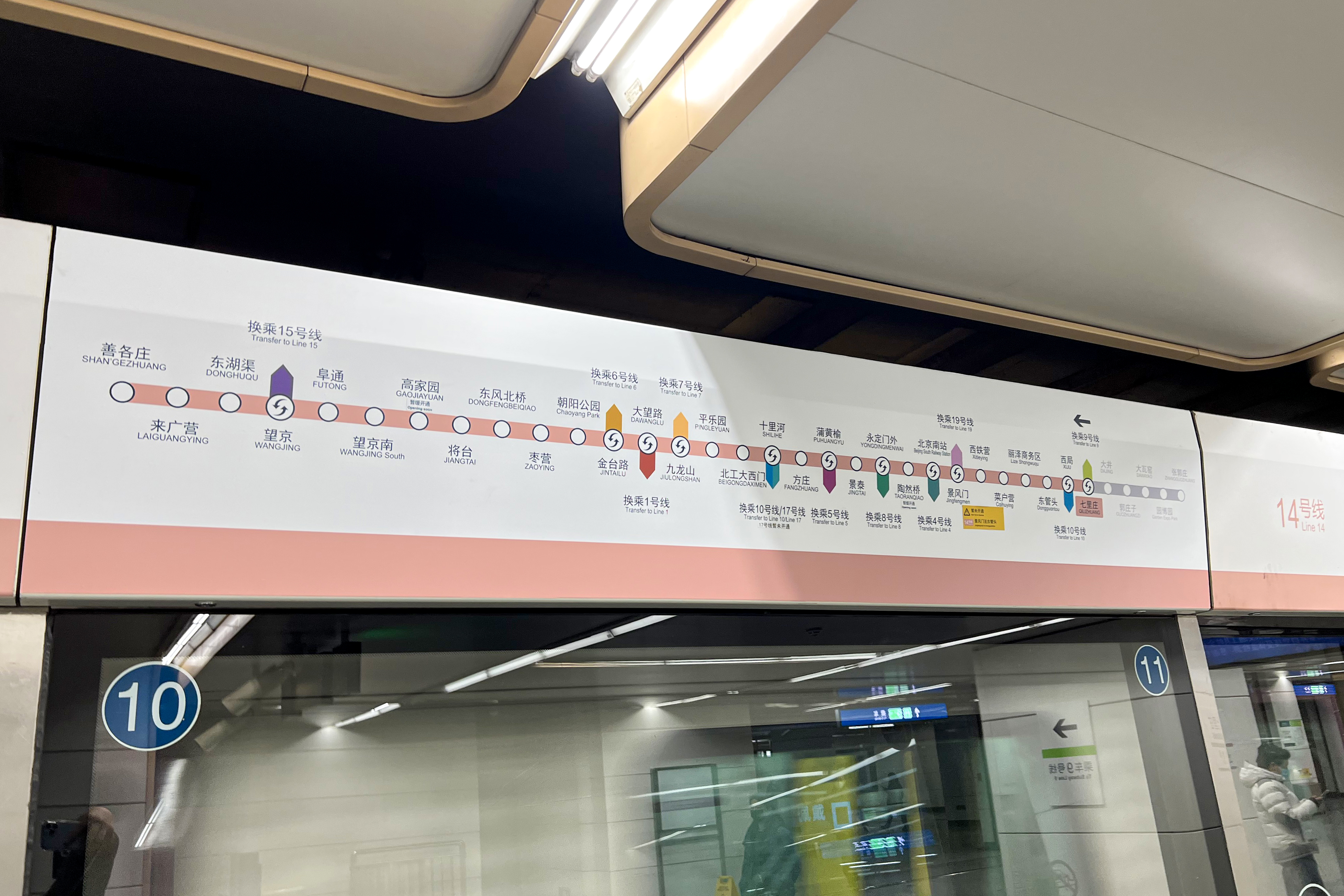
14호선 치리좡역은 최초로 노선도 통과 버전으로 교체된 구간이다(2021년 12월 15일 사진 촬영)

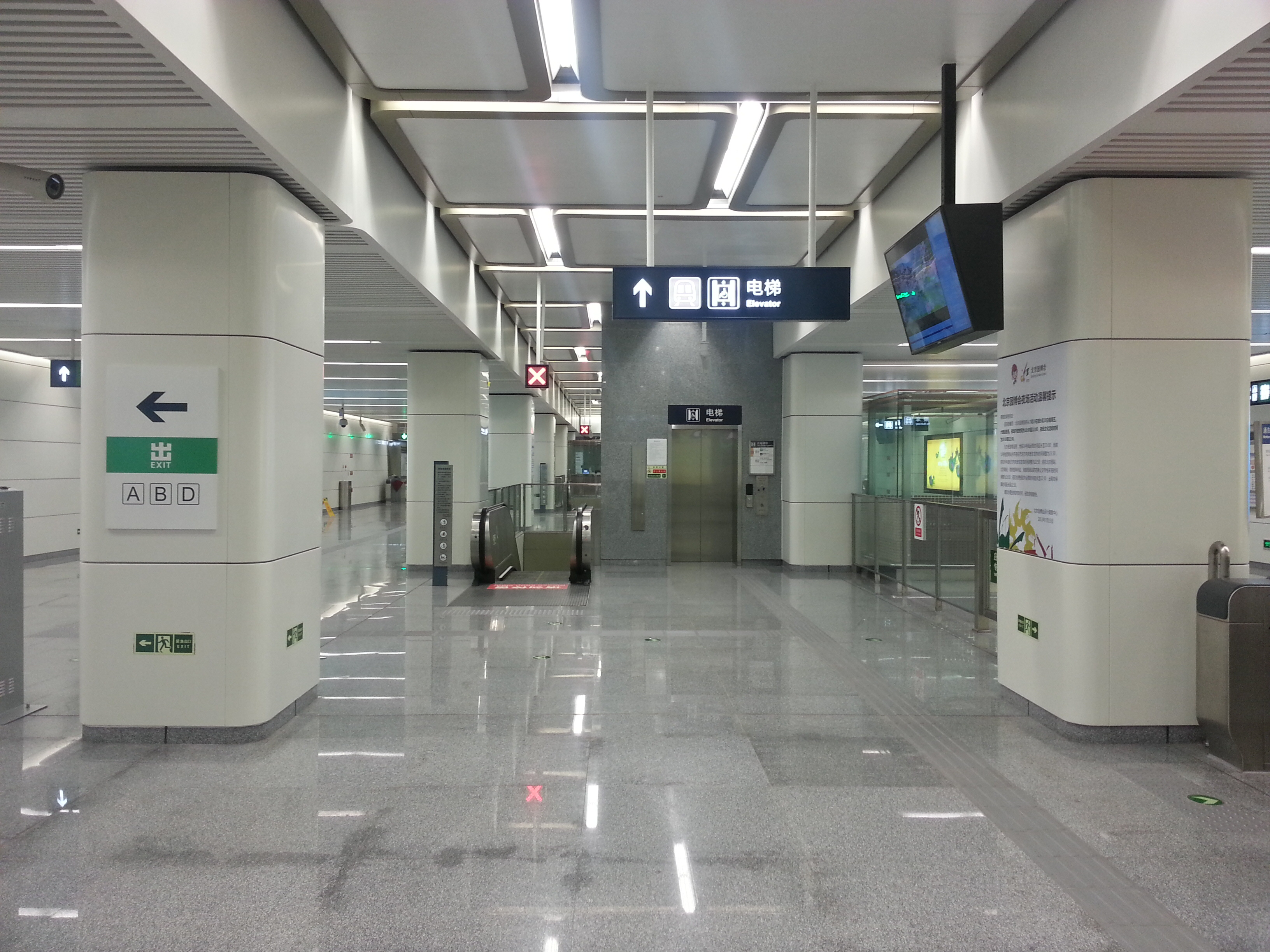
다와야오역

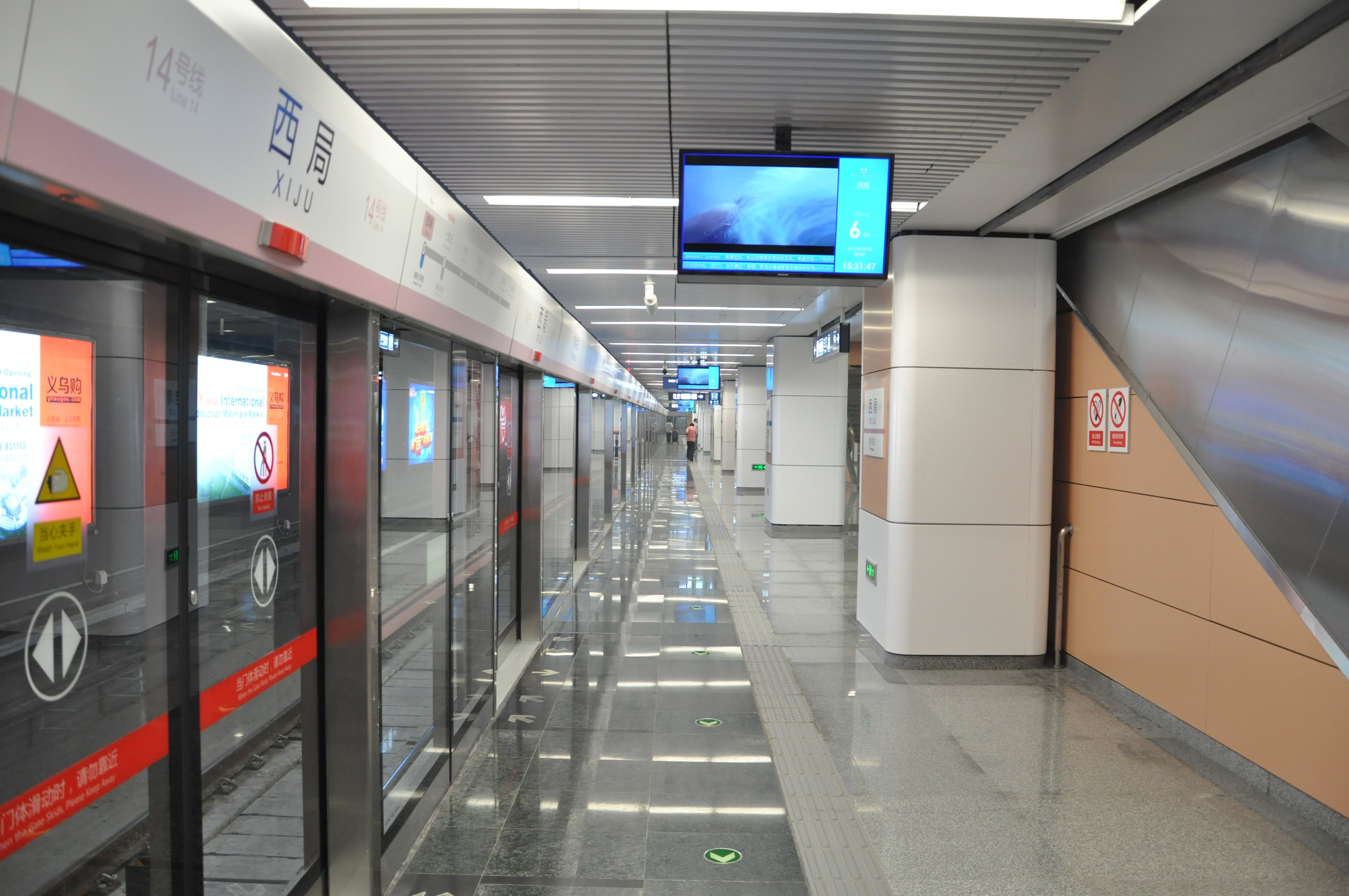
시쥐역

2010년 10월 30일, 베이징 지하철 14호선이 공식적으로 건설을 시작했으며 둥펑베이차오역이 건설을 시작한 첫 번째 역이 되었다.
14호선 동부 구간에 위치한 장타이역과 가오자위안역은 세계 최초의 직경 10.22m 실드 터널 확장 공법으로 건설되었다. 대형 실드터널은 단공 복선 터널로 기존의 복공 복선 터널에 비해 지하 공간을 많이 절약할 수 있다.
2013년 제9회 중국국제정원화훼박람회의 수요를 충족시키기 위해 시쥐역과 서쪽 12.4km 구간이 2013년 5월 5일 개통되었다.(치리좡역 임시 개통). 치리좡역은 이듬해 2월 15일에 개통되었다.
2014년 12월 28일, 14호선 동부 구간 14.8km에 10개 역(산거좡역, 라이광잉역, 둥후취역, 왕징역, 푸퉁역, 왕징난역, 장타이역, 둥펑베이차오역, 짜오잉역, 진타이루역)이 개통되었다. 가오자위안역과 차오양 공원역이 임시 개통되었다.
2015년 12월 26일, 14호선 중앙 구간 16.6km에 9개 역(다왕로역, 주룽산역, 베이궁다시먼역, 스리허역, 팡좡역, 푸황위역, 징타이역, 융딩먼와이역, 베이징 남역)이 개통되었다. 핑러위안역과 타오란차오역이 임시 개통되었다. 이 구간은 2014년 개통된 동부 구간과 연결되면 노선도에 '동부 구간'으로 표시되어 아직 연결되지 않은 서부 구간은 별도로 구분되었다.
2016년 12월 31일에 차오양공원역이 개통, 2017년 12월 30일에 핑러위안역이 개통되었다.
14호선 나머지 구간은 2021년 5월 28일부터 모든 역에서 폐쇄되고，8월 13일에 전차선 전원 공급 장치가 한 번 성공적으로 전달되었다.
2021년 12월 31일, 14호선의 나머지 구간이 개통되어 6년 간의 동서구간 분리 운행이 종료되어 14호선이 완전히 연결되었다.

### 운영단계
2021년 10월 30일, 기존 구간과 신설 구간의 신호 시스템 시운전 및 업그레이드를 진행하기 위해 14호선 동서측 구간이 예정보다 앞당겨 폐쇄되었다. 11월 11일 14호선 나머지 구간의 무부하 시범 운행이 시작되었으며, 시범 운행 중에는 평일 오전과 저녁 피크 시간대에 1:1 대소 교차 패턴을 사용하였다. 교차점은 장궈좡역에서 산거좡역까지 연결된다. 리쩌 상무구역에서 산거좡역까지 운행하며, 동부 구간의 아침 피크 운행 간격은 3분 30초에서 저녁 피크 시간인 3분으로 단축된다. 운행 간격은 4분에서 3분으로 단축되며, 서부 구간 아침·저녁 피크 운행 간격은 피크 운행 간격을 6분으로 그대로 유지하고, 비첨두 운행 간격을 8분에서 6분으로 단축한다. 동서구간이 연결되어 가동되면 이 주행 거리가 유지될 것으로 예상된다.
2021년 12월 중순, 14호선 각 역에서는 동서 구간이 연결된 후 역 내 안내를 순차적으로 교체하였다.
2022년 4월부터 6월까지 2022년 4월 베이징 코로나19 클러스터 전염병으로 인해 14호선의 많은 역이 일시적으로 폐쇄되었다. 이 중 환승이 아닌 역을 통과하는 열차는 정차하지 않고, 환승역에 있는 열차는 역 출입만 정차하며, 역 내 환승 기능은 그대로 유지되는 형태였다.

### 방향에 대한 논쟁
14호선이 장이 마을을 통과할 때 루거우차오와 두자칸 근처의 완핑청 주민들이 지하철을 남쪽으로 옮겨 달라고 요청하였다. 지역 주민이 6만 명이 넘고 조각공원, 항일전쟁기념관 등 명승지가 많지만 지형과 철도 노선의 제약으로 인해 외곽 구간의 교통이 매우 불편하다는 것이다. 2008년 말에는 수천 명의 서명을 받기 위한 캠페인이 시작되었다.결국 기획위는 허시 지역, 완핑청 지역 등 전체 노선 배치의 기술적인 어려움으로 인해 14호선이 완핑청을 통과하지 못하게 하되, 교통 문제 해결을 위해 지상 버스를 개발할 것이라고 설명했다.
결국, 완핑청의 교통 수요는 16호선 및 기타 교통 수단으로 충족될 것이다.
2009년 말, 톈퉁위안과 왕징 주민들은 14호선 북측 연장 계획을 두고 논쟁을 벌였다. 톈퉁위안은 베이징 북부 창핑구에 위치한 대규모 주거지역으로, 지원 시설이 미비하고 외부 연결이 좋지 않아 주로 베이위안로와 지하철 5호선에 의존하고 있을 만큼 오랫동안 교통 상황이 좋지 않은 곳이었다. 왕징은 차오양구 동북4환로 외곽에 위치해 있으며, 도시와도 가깝고, 내부 산업이 풍부하고, 버스로 외곽 지역과도 연결되어 있지만 여전히 교통 혼잡으로 인해 어려움을 겪고 있다. 인근 지하철 13호선 왕징시역도 중심 지역에서 너무 멀어 교통 이용이 불편한 곳에 있다.
2009년 12월 3일, 톈퉁위안 커뮤니티는 14호선 북측 연장을 요구하는 온라인 서명 캠페인을 시작했다. 그 이유는 톈퉁위안 주변의 새로운 커뮤니티의 증가로 인해 승객 흐름에 큰 압력을 가하고 있기 때문이었다. 한편으로 5호선은 서부 구역 주민들에게만 서비스를 제공할 수 있지만 종종 14호선에 대한 요구 사항은 합리적이었다. 왕징은 도심과 가까워 앞으로 다른 노선이 이곳을 통과하게 되지만 톈퉁위안은 멀리 떨어져 있어 앞으로는 기회가 없을 것이라고 판단하여 이 움직임에 왕징 주민들은 심하게 반대하였다. 톈퉁위안은 승객 유입량이 많고, 만약 북쪽으로 확장되면 왕징 주민들이 자리를 잡지 못할 수도 있기 때문이었다. 왕징 주민들은 또한 톈퉁위안 주민들의 주장이 톈퉁위안의 자신의 이익만을 고려한 것으로 믿고 있으며 이는 노선 계획의 원래 의도에 어긋나고 왕징 북쪽 라이광잉 지역의 교통 상황에도 영향을 미칠 것으로 생각했다. 톈퉁위안 주민들은 나중에 '만인 서명' 캠페인을 시작했지만 왕징 주민들은 그것이 쇼라고 비난하였다.
결국 톈퉁위안 주민들의 요구는 받아들여지지 않았으나, 그 수요를 충족시키기 위해 톈퉁위안 동부를 통과하는 17호선(구, R2호선)을 추가하는 계획을 수립했다.

### 연장 계획
2022년 1월 11일, 14호선 3단계(서부 확장)는 "베이징 철도 운송 3단계 건설 계획(2022-2027)"에 10개 건설 프로젝트 중 하나로 포함되었지만 관련 계획은 다음과 같이 대체되었다. "베이징 철도 운송 3단계 건설 계획(2022-2027)"의 환경 영향 평가에 대한 두 번째 공개 발표에서 1호선 지선을 발표하였다.

## 역 일람
14호선에는 고가역 2개, 나머지 34개 지하역, 총 15개 환승역 등 총 36개 역이 있다. 진타이루역과 다왕루역 사이에 위치한 훙먀오역은 예비역으로 2025년 개통 예정이며, 당초 스리허역과 베이궁다시먼역 사이에 건설될 예정이었던 난바리좡역(南八里庄站)은 역 건설 취소로 인해 철거되었다. 철거 등의 이유로 직통 통로로 변경되었으며 현재는 취소되었다.
| 한국어 역명  | 중국어 역명 | 역간 거리 (km) | 누계 (km) | 환승                                                                    | 소재지   | 소재지   |
| ------------ | ----------- | -------------- | --------- | ----------------------------------------------------------------------- | -------- | -------- |
| 장궈좡       | 张郭庄      | 0.0            | 0.0       | ■ 1호선 지선(공사중)                                                    | 베이징시 | 펑타이구 |
| 위안보위안   | 园博园      | 1.345          | 1.345     |                                                                         | 베이징시 | 펑타이구 |
| 다와야오     | 大瓦窑      | 4.073          | 5.418     |                                                                         | 베이징시 | 펑타이구 |
| 궈좡쯔       | 郭庄子      | 1.236          | 6.654     |                                                                         | 베이징시 | 펑타이구 |
| 다징         | 大井        | 2.044          | 8.698     |                                                                         | 베이징시 | 펑타이구 |
| 치리좡       | 七里庄      | 1.579          | 10.277    | ■ 9호선 ■ 팡산선(직통 운행)                                             | 베이징시 | 펑타이구 |
| 시쥐         | 西局        | 0.845          | 11.122    | ■ 10호선                                                                | 베이징시 | 펑타이구 |
| 둥관터우     | 东管头      | 1.489          | 12.611    | ■ 팡산선(계획중)                                                        | 베이징시 | 펑타이구 |
| 리쩌 상무구  | 丽泽商务区  | 0.958          | 13.569    | ■ 16호선(공사중) ■ 다싱공항선(공사중) ■ 11호선(계획중) ■ 팡산선(계획중) | 베이징시 | 펑타이구 |
| 차이후잉     | 菜户营      | 0.828          | 14.397    |                                                                         | 베이징시 | 펑타이구 |
| 시톄잉       | 西铁营      | 1.462          | 15.859    |                                                                         | 베이징시 | 펑타이구 |
| 징펑먼       | 景风门      | 0.883          | 16.742    | ■ 19호선                                                                | 베이징시 | 펑타이구 |
| 베이징 남역  | 北京南站    | 1.164          | 17.906    | ■ 4호선 베이징 남역                                                     | 베이징시 | 펑타이구 |
| 타오란차오   | 陶然桥      | 0.887          | 18.793    |                                                                         | 베이징시 | 둥청구   |
| 융딩먼와이   | 永定门外    | 1.063          | 19.856    | ■ 8호선                                                                 | 베이징시 | 둥청구   |
| 징타이       | 景泰        | 1.119          | 20.975    |                                                                         | 베이징시 | 둥청구   |
| 푸황위       | 蒲黄榆      | 1.025          | 22.000    | ■ 5호선                                                                 | 베이징시 | 펑타이구 |
| 팡좡         | 方庄        | 1.486          | 23.486    |                                                                         | 베이징시 | 펑타이구 |
| 스리허       | 十里河      | 1.618          | 25.104    | ■ 10호선 ■ 17호선                                                       | 베이징시 | 차오양구 |
| 베이궁다시먼 | 北工大西门  | 2.423          | 27.527    |                                                                         | 베이징시 | 차오양구 |
| 핑러위안     | 平乐园      | 1.128          | 28.655    |                                                                         | 베이징시 | 차오양구 |
| 주룽산       | 九龙山      | 0.897          | 29.552    | ■ 7호선                                                                 | 베이징시 | 차오양구 |
| 다왕루       | 大望路      | 1.780          | 31.332    | ■ 1호선 ■ 28호선(공사중)                                                | 베이징시 | 차오양구 |
| 훙먀오       | 红庙        | 0.708          | 32.040    | ■ 핑구선(공사중)                                                        | 베이징시 | 차오양구 |
| 진타이루     | 金台路      | 0.894          | 32.934    | ■ 6호선                                                                 | 베이징시 | 차오양구 |
| 차오양 공원  | 朝阳公园    | 1.085          | 34.019    | ■ 3호선                                                                 | 베이징시 | 차오양구 |
| 짜오잉       | 枣营        | 1.221          | 35.240    |                                                                         | 베이징시 | 차오양구 |
| 둥펑베이차오 | 东风北桥    | 2.173          | 37.413    |                                                                         | 베이징시 | 차오양구 |
| 장타이       | 将台        | 1.600          | 39.013    |                                                                         | 베이징시 | 차오양구 |
| 가오자위안   | 高家园      | 1.171          | 40.184    | ■ 12호선                                                                | 베이징시 | 차오양구 |
| 왕징난       | 望京南      | 0.676          | 40.860    |                                                                         | 베이징시 | 차오양구 |
| 푸퉁         | 阜通        | 1.168          | 42.028    |                                                                         | 베이징시 | 차오양구 |
| 왕징         | 望京        | 0.903          | 42.931    | ■ 15호선                                                                | 베이징시 | 차오양구 |
| 둥후취       | 东湖渠      | 1.283          | 44.214    |                                                                         | 베이징시 | 차오양구 |
| 라이광잉     | 来广营      | 1.100          | 45.314    |                                                                         | 베이징시 | 차오양구 |
| 산거좡       | 善各庄      | 1.364          | 46.678    | 동북 순환선 왕징역                                                      | 베이징시 | 차오양구 |

## 차량
베이징 지하철 14호선의 열차는 중국중차 창춘 궤도객차와 중국 CRRC 칭다오 쓰팡 철도차량에서 제작한다.
차량의 외관은 스테인레스 스틸 차체에 블랙 색상의 전면부로, 검정색 전면부의 좌우 조명에 핑크색 가로바가 연결되어 있으며, 가로바 중앙에는 운영자인 징강 지하철의 로고가 새겨져 있다. 전면 오른쪽 상단에는 베이징 지하철을 나타내는 "베이징(北京)"이라는 단어가 두 단어 존재한다. 열차의 각 객차에는 총 5쌍의 문이 장착되어 있다. 운전실 문은 안쪽으로 향하는 문을 제외하고 나머지 문은 모두 내장형 문으로, 각 차량의 문은 14호선의 로고 색상을 상징하는 연한 핑크색으로 도색되어 있고, 모양은 비교적 정사각형으로 구성되어 있다. 이 노선은 장이춘 주차장과 마취안잉 차고지에 연결되어 있다.
14호선의 열차는 DC1500V 접촉망으로 구동된다. 베이징 지하철이 A형 지하철을 사용하는 것은 이 노선이 최초이다.

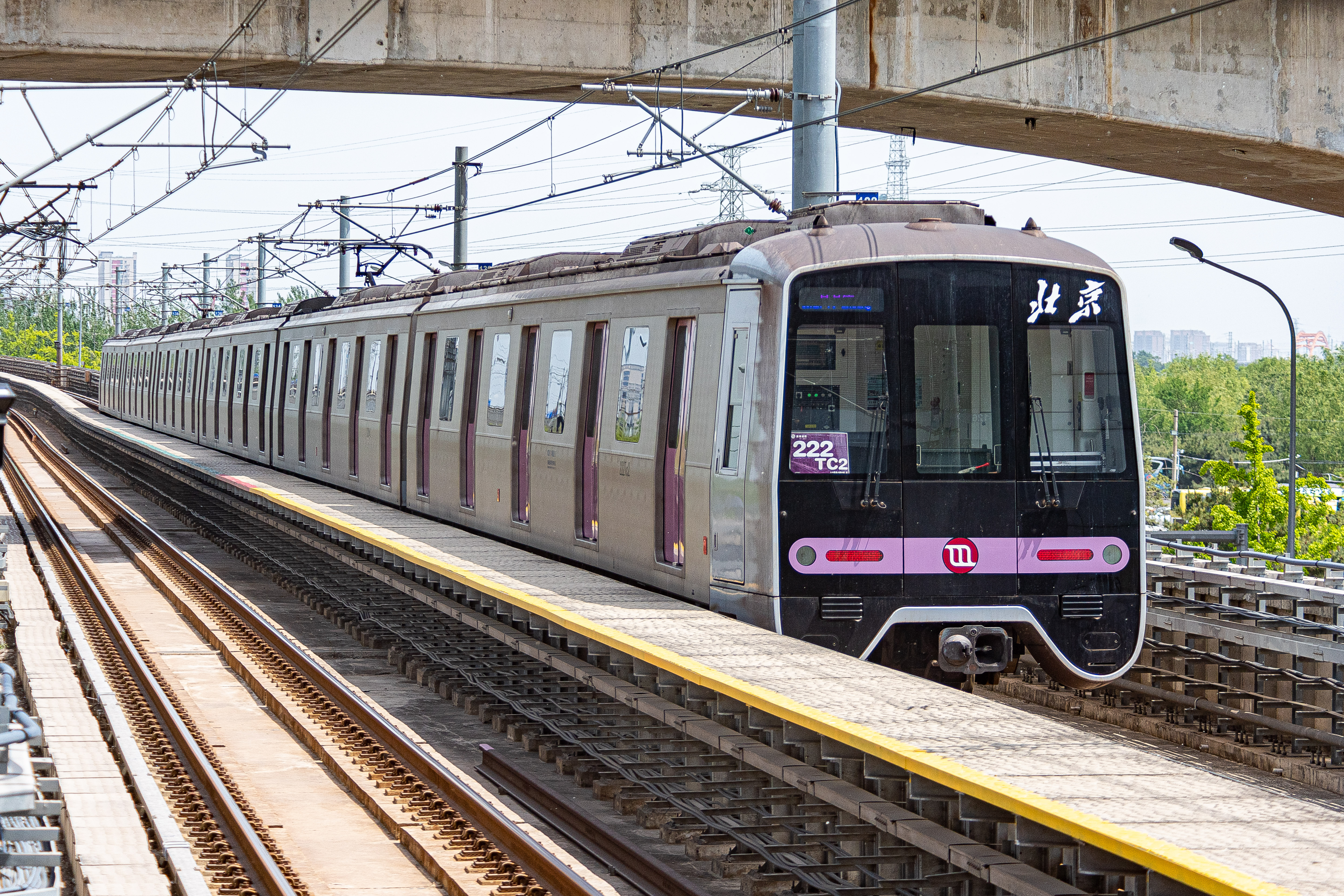
위안보위안역을 출발하는 창춘 궤도객차에서 제조한 DKZ53 전기 다중 유닛
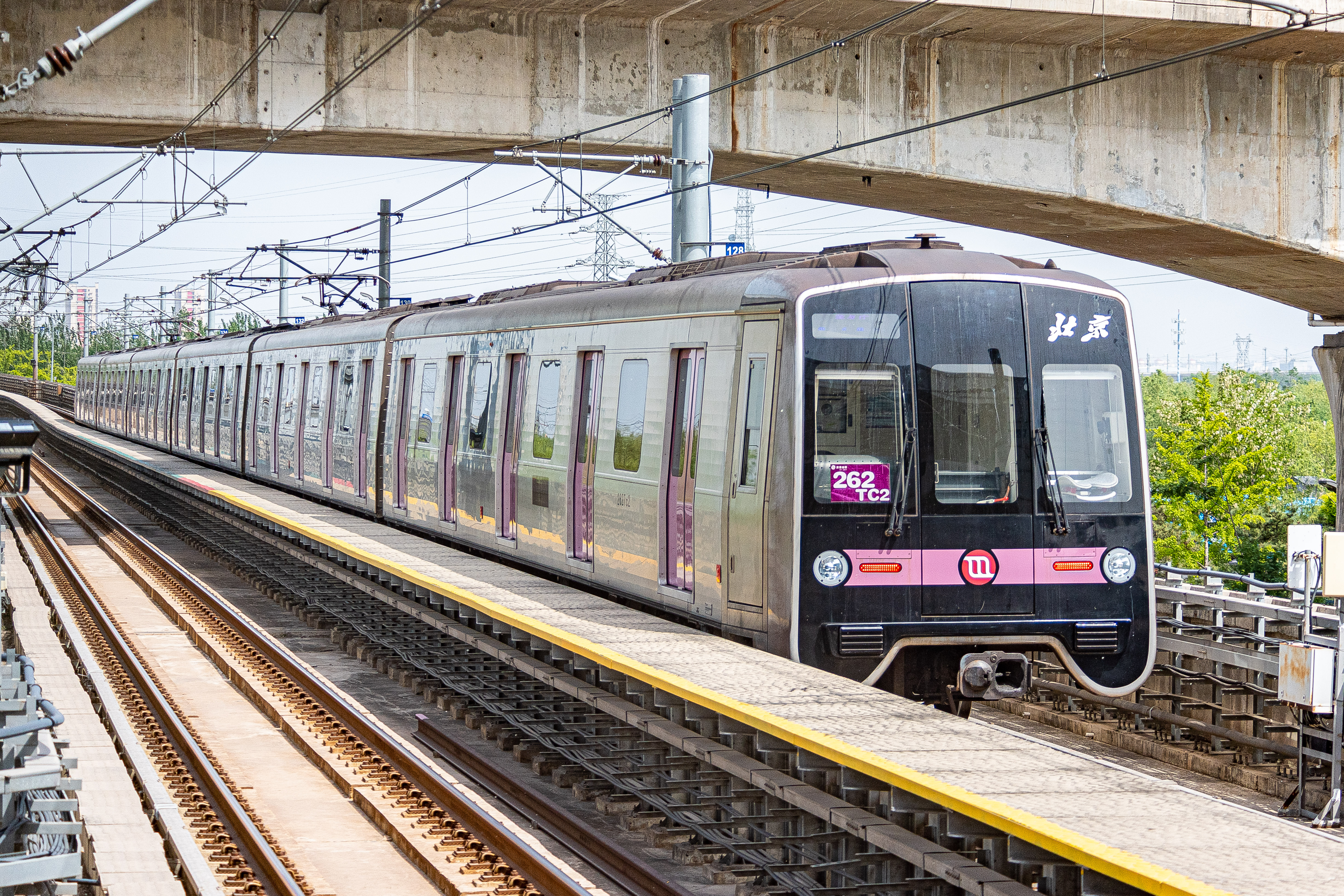
위안보위안역을 출발하는 칭다오 쓰팡 철도차량에서 제조한 SFM18 전기 다중 장치
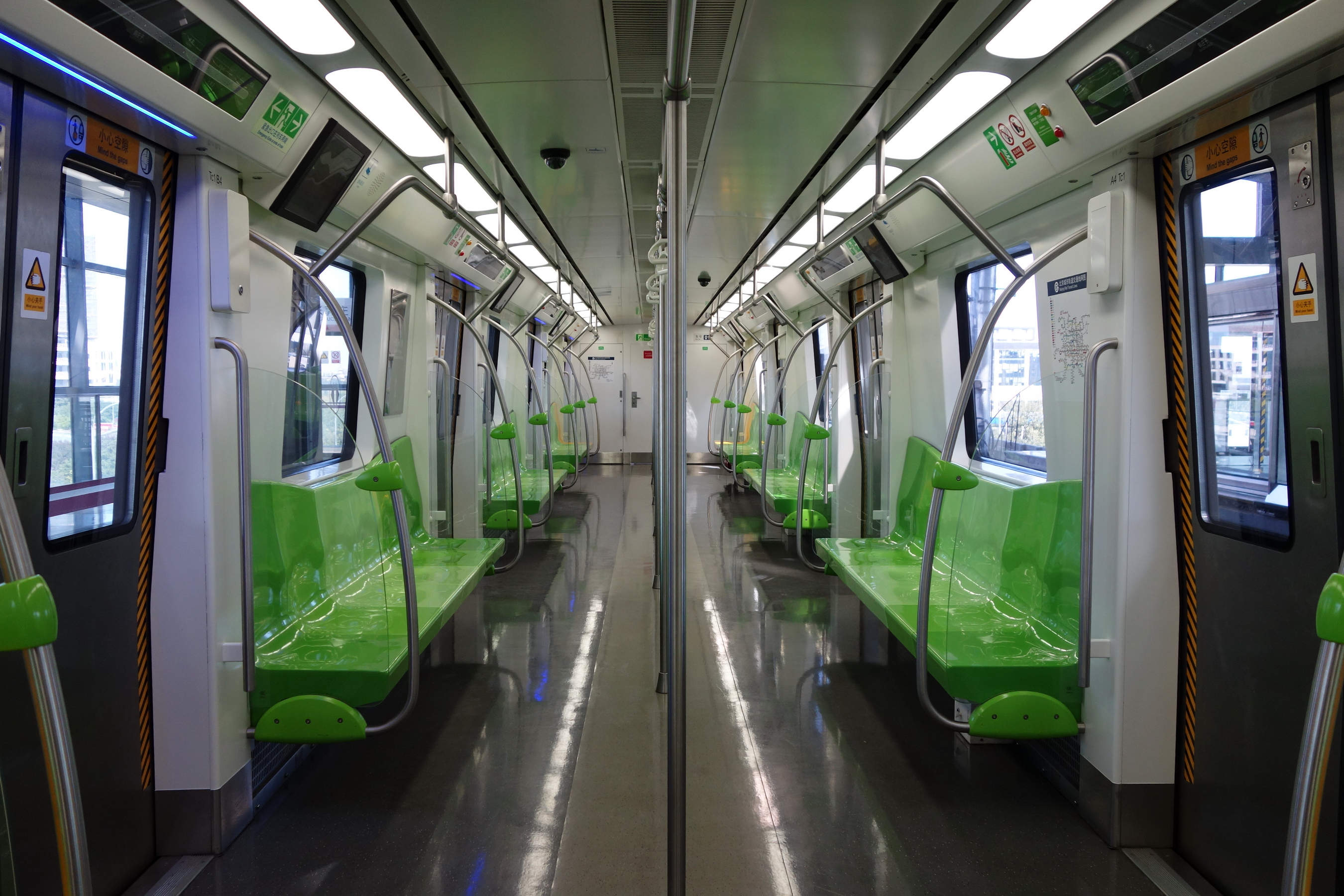
DKZ53 전기 다중 유닛 열차의 내부
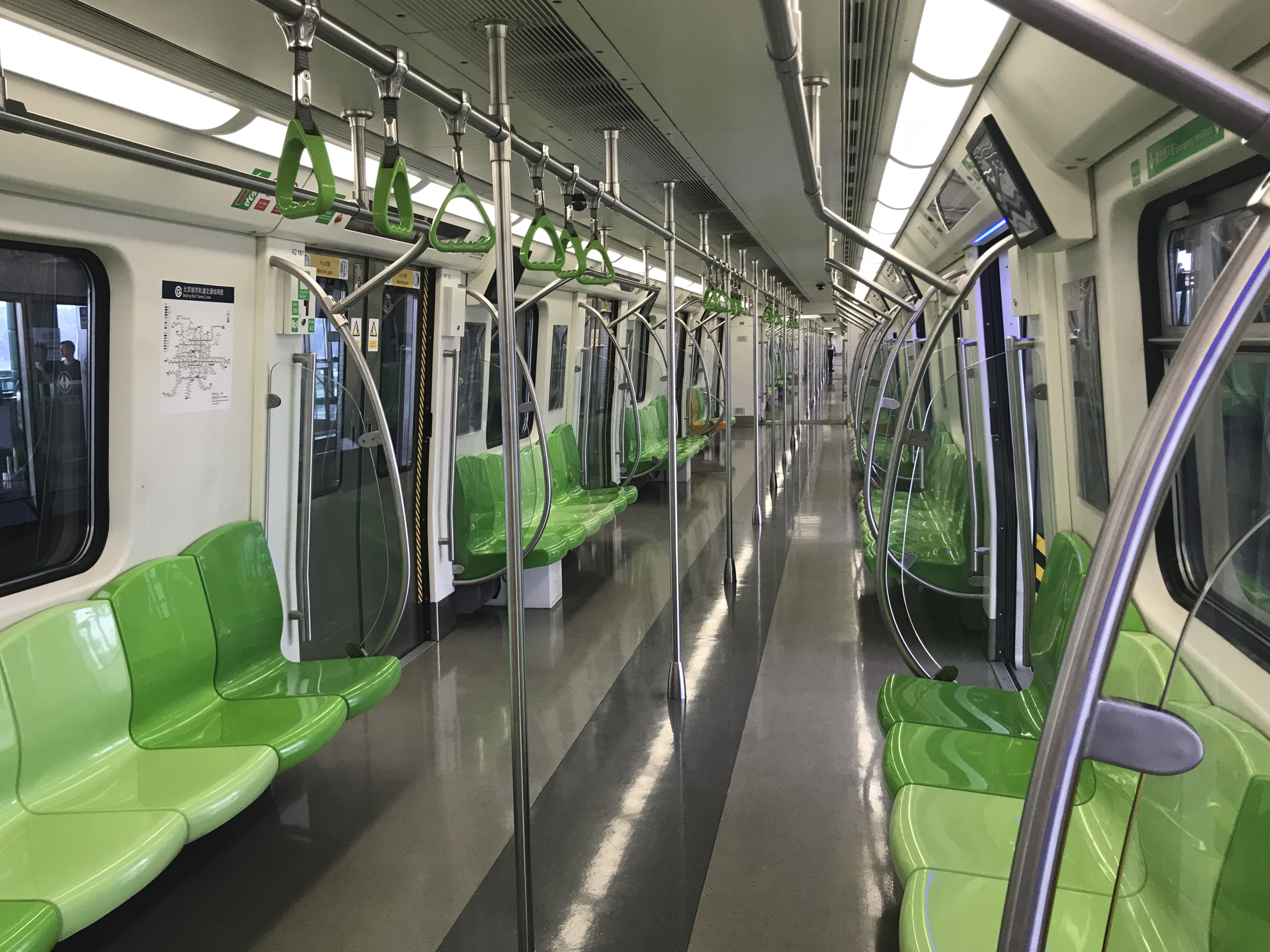
SFM18 전기 다중 유닛 열차 내부
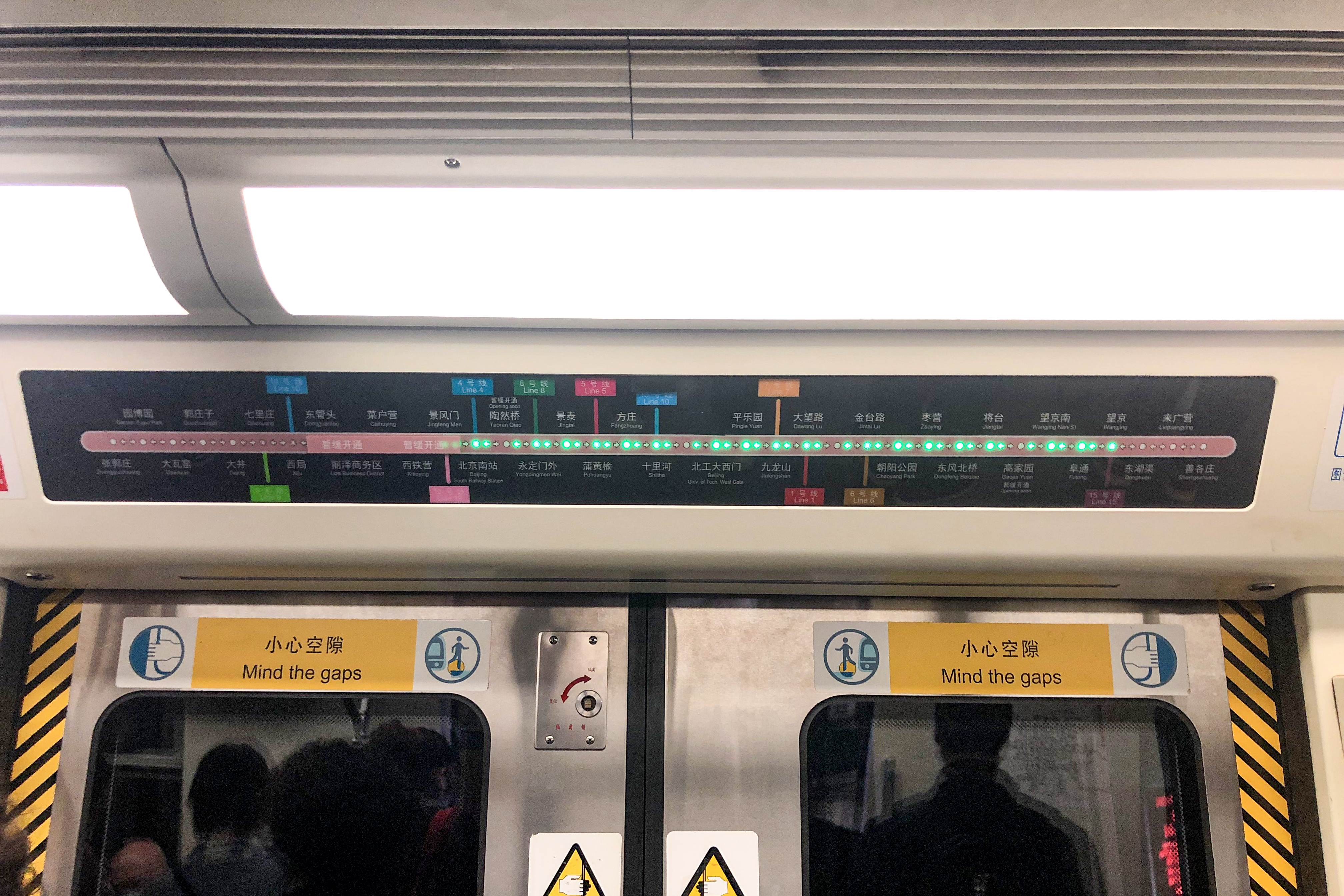
2021년 10월 교체된 객실 점멸등
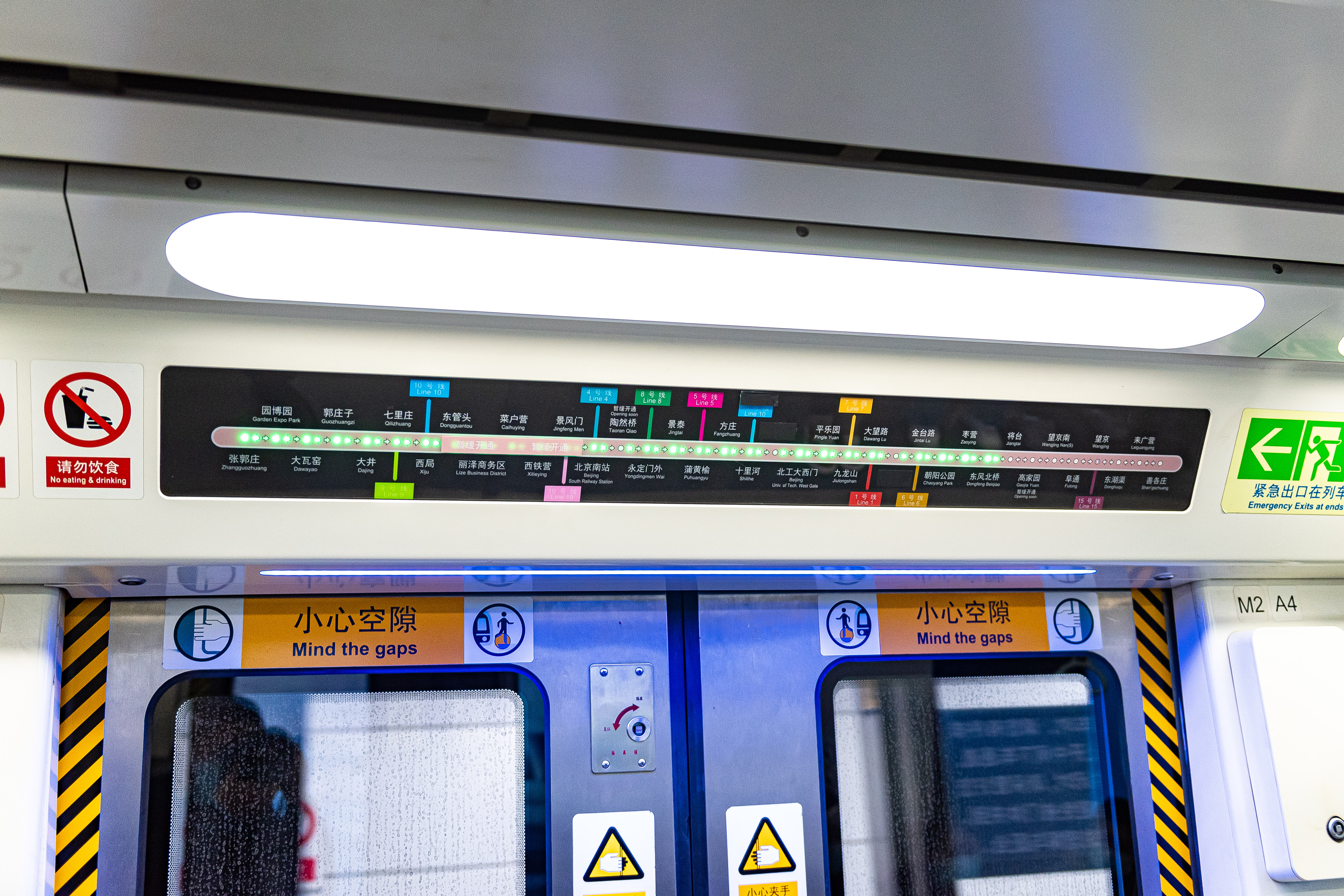
2021년 11월 시범운영 중인 열차 점멸등
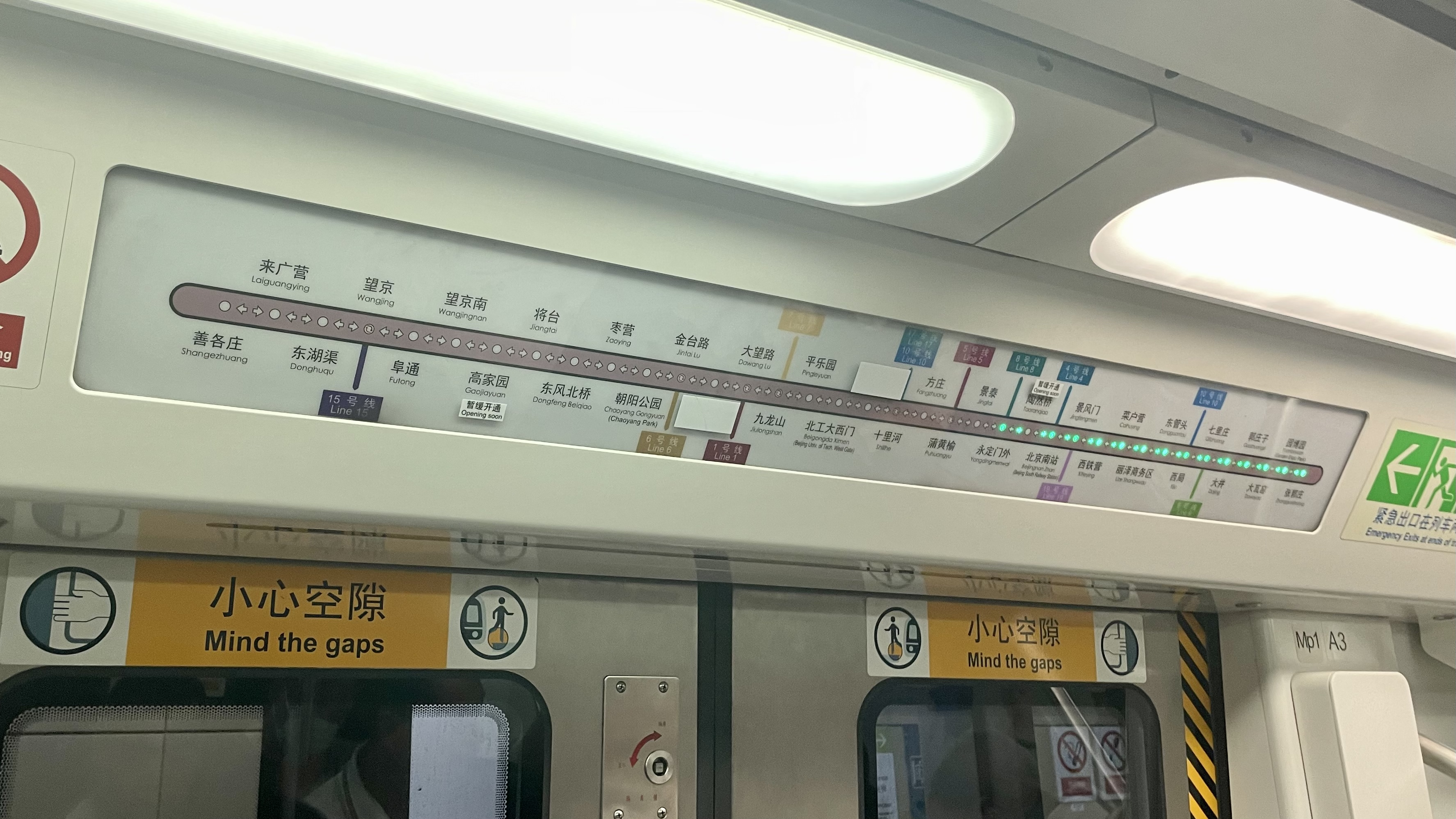
2023년 6월부터 14호선은 흰색 섬광 사진의 새 버전을 교체하기 시작하였다(2023년 7월 12일 02번 열차에서 촬영).
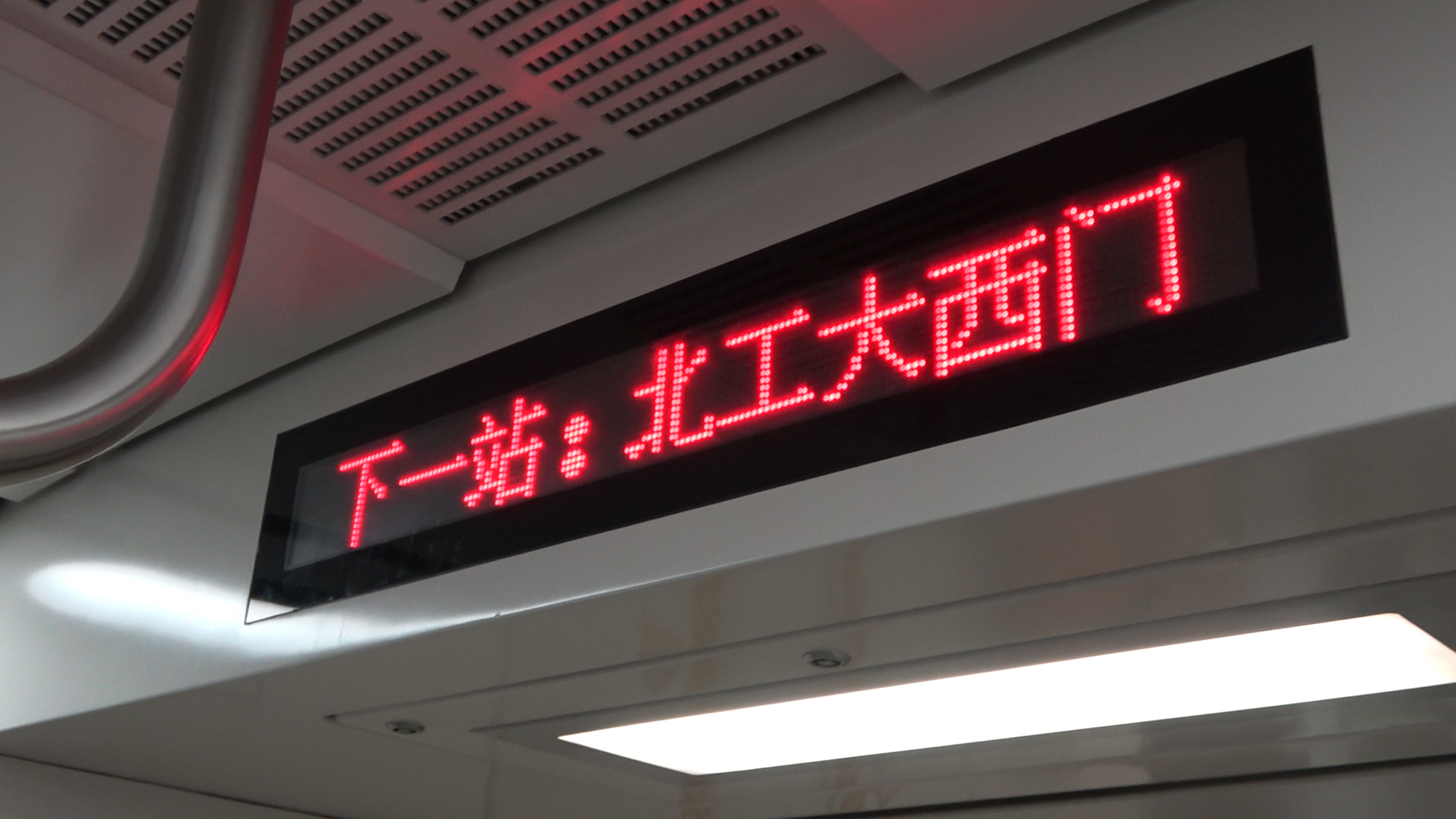
열차 내 LED 화면

## 같이 보기
- 베이징 지하철